# CK Carinae
CK Carinae eller HD 90382, är en ensam stjärna i norra delen av stjärnbilden Kölen. Den har en högsta skenbar magnitud av ca 7,2 och kräver åtminstone en stark handkikare eller ett mindre teleskop för att kunna observeras. Baserat på parallaxmätning inom Hipparcosuppdraget enligt Gaia Data Release 2 på ca 0,43 mas, beräknas den befinna sig på ett avstånd på ca 7 500 ljusår (ca 2 300 parsek) från solen. Den rör sig närmare solen med en heliocentrisk radialhastighet på ca -4 km/s. Stjärnan förmodas ingå i stjärnföreningen OB1-D på ett uppskattat av stånd av upp till 2 300 parsek. En analys av avstånden för uppenbarligen närliggande OB-stjärnor ger emellertid ett avstånd på 2 920 parsek för CK Carinae.

## Egenskaper
CK Carinae är en röd superjättestjärna av spektralklass M3.5 Iab. Den har en massa som är ca 6 solmassor,  en radie som är ca 761 till 1 060 solradier och har ca 86 000 till 158 000 gånger solens utstrålning av energi från dess fotosfär vid en effektiv temperatur av ca 3 600 K.

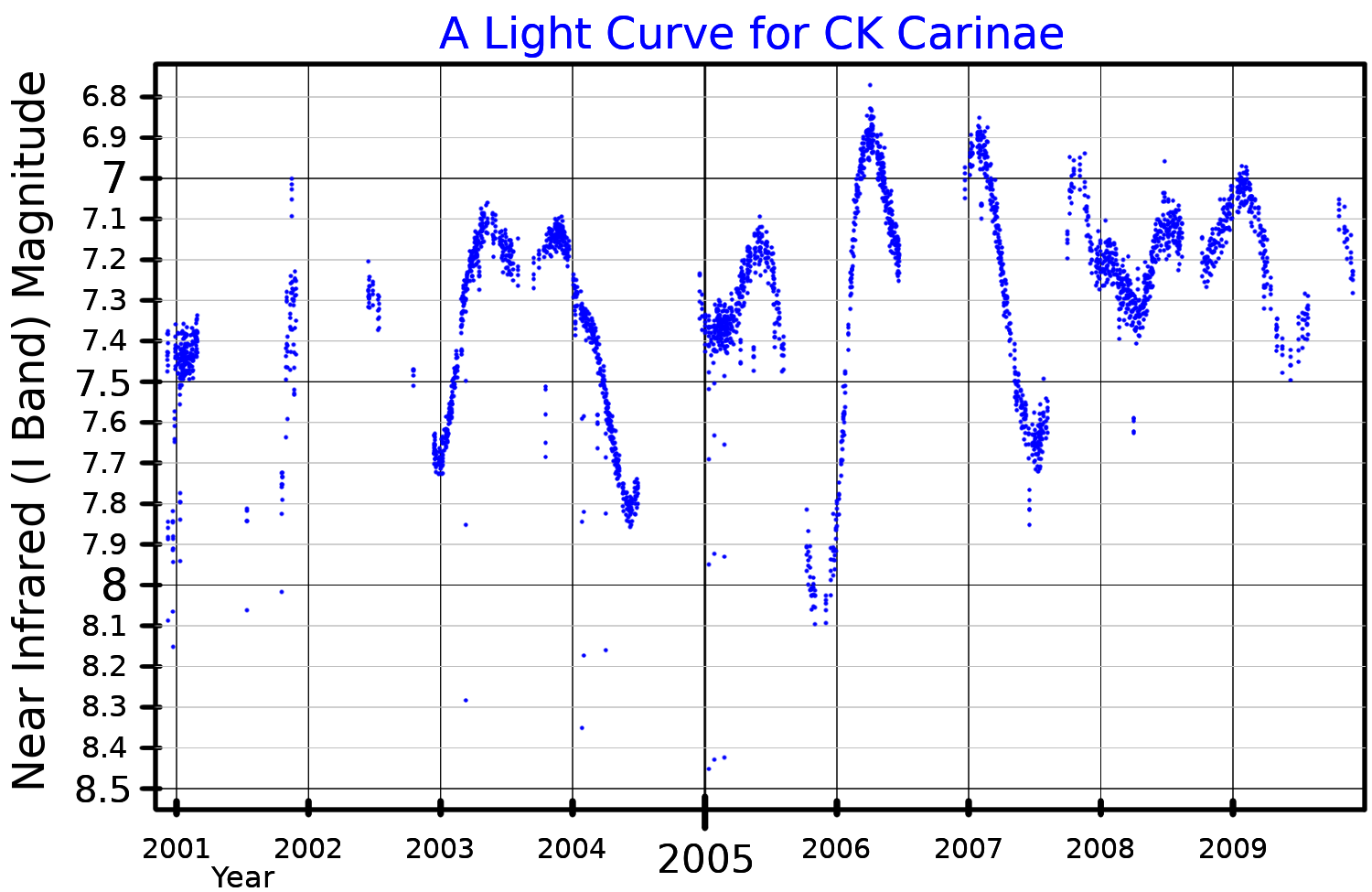
Ljuskurva för CK Carinae från I-bandet (nära infraröd), plottad från ASAS-data.

CK Carinae klassificeras som en halvregelbunden variabel stjärna och varierar mellan skenbara magnitud +7,2 och +8,5 med en period på cirka 525 dygn.